# TDK
TDK Corporation (TDK株式会社 TDK Kabushiki-gaisha?), originalmente TDK Electronics Co., Ltd (東京電気化学工業株式会社?), es una empresa de artículos electrónicos multinacional japonesa fundada el 7 de diciembre de 1935. Shigenao Ishiguro es el presidente actual de la compañía.
TDK es acrónimo de la compañía japonesa Tokyo Denkikagaku Kogyo K.K., lo que se traduce como Electrónica y Química de Tokio.
Se dedica a la manufactura de materiales magnéticos incluido la ferrita, neodimio-hierro-boro e imanes permanentes de samario-cobalto.
En el año 2008, TDK se hizo con el control en oferta pública de la mayoría de las acciones de la empresa de componentes electrónicos EPCOS. En septiembre de 2009, se creó la compañía TDK-EPC integrando el negocio de componentes electrónicos de TDK y las recientemente adquiridas a EPCOS.

## Productos
- Soportes ópticos

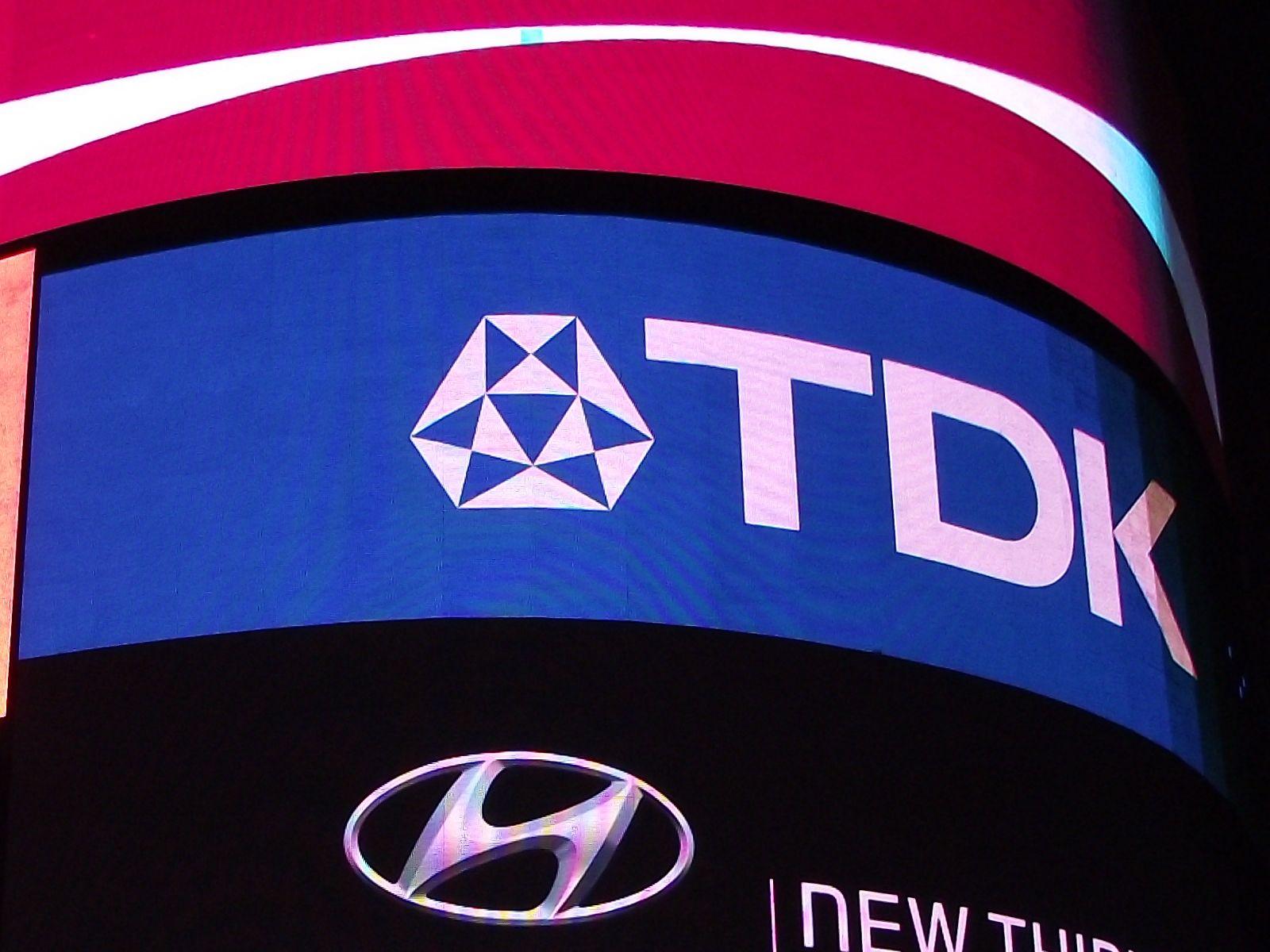
El logo de TDK en Piccadilly Circus en Londres.

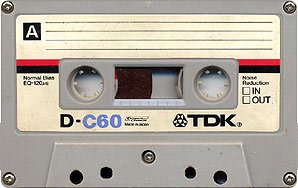
Casete TDK D-C60.

  - DVD Tipos -R/-RW, +R/+RW, ScratchProof, 8cm DVD, DVD-Ram, DVD photo quality printable, LightScribe.
  - Blu-ray Grabables y regrabables de 25 y 50 GB.
  - CD Tipos R, RW, Audio CD, Alta capacidad, Imprimible por inyección, LightScribe.
  - MiniDisc
  - TDK Professional Disc soporte de grabación especialmente desarrollado para el sistema "Professional Disc" de Sony (XDCAM™). Utiliza tecnología de láser azul-violeta del Professional Disc de TDK que proporciona una capacidad de grabación de datos (3,3 GB) y una elevada velocidad de transferencia de datos (72 Mbit/s por cabezal óptico).
- Soportes magnéticos
  - Audio Casetes Tamaños normal y micro.
  - Video Casetes Tipo VHS
  - Cintas de videocámaras Tipos VHS-C, 8mm, Digital 8, HI8, MiniDV, S-VHS-C.
  - Cartuchos de datos LTO, 4MM Data cartridges.
- Altavoces con una gama que va desde los 40 W a los 150 W.
- Auriculares de diferentes gamas, tipos y calidades.
- Limpiadores para lentes de CD y DVD, para VHS, para Mini Disc, para casetes y para cámaras grabadoras.
- Pilas "Photo Alkaline" tipos disponibles: LR6/AA. "Dynamic Zinc" tipos disponibles: RO3(AAA), R6(AA), R14(C), R20(D), 6F-22(9V). "Rechargeable Batteries" pilas recargables disponibles en diferentes formatos. "Photo Lithium" tipos disponibles: CR2, CR123A, 2CR5, CRP2. "Power Alkaline" tipos disponibles: LR03(AAA), LR6(AA), LR14(C), LR20(D), 6LR61(9V).
- Rotuladores permanentes para CD/DVD
- Memorias USB o PenDrive TDK USB Flash. Memorias de 2 GiB, 4 GiB, 8 GiB, y 16 GiB.

## Patrocinio deportivo

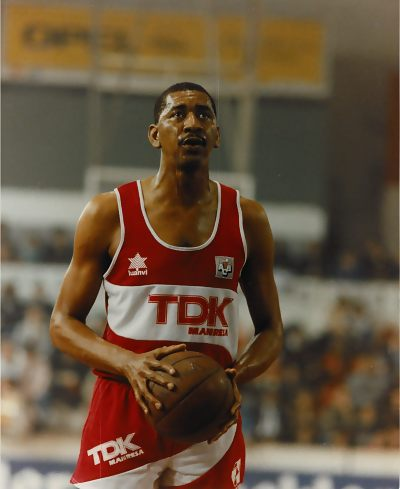
George Gervin en 1990

Desde la temporada de Liga ACB 1985-86, mediante la empresa Mayro Magnethics, TDK patrocina al equipo de baloncesto español de Manresa, pasándose este equipo a llamarse TDK Manresa mientras duró el patrocinio. Dicha relación fue reconocida y premiada por la liga ACB, en el transcurso de la presentación de la temporada 1994-95, al coincidir con los 10 años de patrocinio ininterrumpido del primer equipo del baloncesto manresano y como reconocimiento en ser el segundo patrocinador más antiguo de la competición. El patrocinio finalizó en el año 2000.
También fue patrocinador del equipo neerlandés de fútbol Ajax de Ámsterdam de 1982 a 1991, y del equipo británico de fútbol Crystal Palace FC, de 1993 a 1998.

TDK es sponsor del Campeonato Mundial de Atletismo.